# Pennsylvania–New Jersey Railway
Die Pennsylvania–New Jersey Railway war ein Überlandstraßenbahnbetrieb in den US-Bundesstaaten Pennsylvania und New Jersey. Das insgesamt 64 Kilometer lange Netz verband die Orte Princeton, Trenton und Lambertville in New Jersey und Morrisville, Bristol, Newtown und Doylestown in Pennsylvania. Hauptsitz der Bahngesellschaft war in Newtown.

## Geschichte
Zunächst wurde am 28. März 1895 die Newtown, Langhorne and Bristol Street Railway Company (NL&B) gegründet, die am 2. Dezember 1896 eine 13 Kilometer lange Straßenbahn in der Spurweite von 1581 Millimetern von Bristol nach Langhorne eröffnete. Den Abschnitt von Langhorne nach Newtown nahm am 21. Dezember 1897 die Ende 1896 gegründete Newtown Electric Street Railway Company in Betrieb. Die Newtown Electric pachtete am 1. September 1898 die NL&B und die Strecke wurde ab dem 21. Oktober 1899 als durchgehende Linie betrieben. Inzwischen war am 20. Mai 1899 die Bahn über Newtown hinaus bis Wycombe verlängert worden und am 25. Februar 1900 war mit Doylestown der Endpunkt erreicht. Am 26. September 1907 fusionierten die beiden Bahngesellschaften zur Bucks County Electric Railway Company, nachdem Unternehmer aus Philadelphia die Bahn gekauft hatten.
Am 7. Juni 1899 gründeten Unternehmer aus Trenton die Yardley, Morrisville and Trenton Street Railway Company. Diese Gesellschaft eröffnete eine Straßenbahnstrecke von Trenton nach Yardley ebenfalls in der Spurweite von 1581 Millimetern am 28. Dezember 1900. Die Verbindung dieser Strecke mit der Linie Bristol–Doylestown erfolgte 1902 mit Eröffnung der Strecke von Yardley nach Newtown durch die im Jahr zuvor gegründete Newtown and Yardley Street Railway Company. Schließlich baute die Ende 1903 gegründete Trenton, New Hope and Lambertville Street Railway Company eine Strecke von Yardley nach Lambertville, die 1904 eröffnet wurde.
Die 1901 gegründete New Jersey and Pennsylvania Traction Company eröffnete im gleichen Jahr eine Interurban-Strecke in Normalspur zwischen Trenton und Princeton in New Jersey, die der Tochtergesellschaft Trenton, Lawrenceville and Princeton Railroad gehörte. Sie pachtete die Yardley, Morrisville&Trenton, die Newtown&Yardley und die Trenton, New Hope&Lambertville und führte den Betrieb auf diesen Linien. Am 5. Januar 1912 übernahm jedoch die Bucks County Electric Railway die New Jersey&Pennsylvania und führte nun den Betrieb. Sie ging am 29. Februar 1912 in Konkurs und am 13. Mai 1913 kaufte die Bucks County Electric formal die in Pennsylvania liegenden Strecken und fusionierte mit den entsprechenden Bahngesellschaften zur Bucks County Interurban Railway Company, die am 15. Mai 1917 in Pennsylvania–New Jersey Railway Company umbenannt wurde. Die in New Jersey liegenden Streckenabschnitte verblieben zunächst bei ihren jeweiligen Bahngesellschaften, nämlich der Trenton, New Hope&Lambertville, der Trenton, Lawrenceville&Princeton und der Yardley, Morrisville&Trenton. Diese drei Gesellschaften fusionierten 1922 zur Trenton–Princeton Traction Company.
1919 wurden wie bei vielen Betrieben neue, leichtere Fahrzeuge beschafft, um Betriebskosten zu sparen. Dennoch wurde am 1. November 1923 die Strecke Bristol–Doylestown stillgelegt. Am 21. September 1924 traf dieses Schicksal auch die Linien von Yardley nach Lambertville und Newtown. Am 8. Dezember 1924 kaufte die Trenton, Bristol and Philadelphia Street Railway die Bahn auf, die in Morrisville und Bristol Gleisverbindungen zur Pennsylvania–New Jersey Railway hatte. Am 2. September 1934 endete auch der Betrieb zwischen Trenton und Yardley. Die Interurban-Linie nach Princeton konnte sich noch bis 1941 gegenüber dem Straßenverkehr behaupten, ehe auch auf ihr der Personenverkehr eingestellt wurde. Die Strecke wurde daraufhin an die Reading Company verkauft, die den Güterverkehr weiterführte, jedoch den Abschnitt Lawrenceville–Princeton schon bald darauf stilllegte. Mittlerweile ist auch der Rest dieser Strecke stillgelegt.

## Liniennetz
Die Bahngesellschaft betrieb folgende Linien:
- Trenton–Lawrenceville–Princeton (17,75 km)
- Trenton–Yardley–Newtown (16 km, alle 60 Minuten)
- Trenton–Yardley–New Hope–Lambertville (26 km, alle 30 Minuten)
- Bristol–Langhorne–Newtown–Wrightstown–Wycombe–Doylestown (43,5 km, alle 65 Minuten)